# كاتون (نيويورك)
كاتون (بالإنجليزية: Caton, New York)‏ هي بلدة أمريكية تقع في الولايات المتحدة في مقاطعة ستوبين، نيويورك. يقدر عدد سكانها بـ 2,097 نسمة ومساحتها 98.3 كم2 وترتفع عن سطح البحر 430 متر.

## أعلام
- ويل وايت
- دونالد إي. آدامز
- ديكون وايت
- إلمر وايت
- لوسيان غرانت بيري الأب